# Гуркі (Сандомирський повіт)
Гуркі (пол. Górki) — село в Польщі, у гміні Клімонтув Сандомирського повіту Свентокшиського воєводства.
Населення — 241 особа (2011).
У 1975-1998 роках село належало до Тарнобжезького воєводства.

## Демографія
Демографічна структура на день 31 березня 2011 року:
|          | Загалом | Допрацездатний вік | Працездатний вік | Постпрацездатний вік |
| -------- | ------- | ------------------ | ---------------- | -------------------- |
| Чоловіки | 121     | 25                 | 78               | 18                   |
| Жінки    | 120     | 23                 | 73               | 24                   |
| Разом    | 241     | 48                 | 151              | 42                   |